# František Anelt
František Alois Anelt (4. dubna 1901 Jindřichův Hradec – 9. června 1969 Praha) byl český operní pěvec (basbaryton), člen opery Národního divadla v Praze a hudební skladatel převážně staropražských a lidových písní.

## Život
Narodil se v Jindřichově Hradci v rodině lesního na panství Černínů z Chudenic. Brzy projevil hudební talent, který později uplatnil na operních scénách v Olomouci, Českých Budějovicích a především pak v Praze, kde byl v letech 1936–1951 členem sboru opery Národního divadla. Zpíval především vedlejší role – mimo jiné Tubal (Kupec benátský), indián (Prodaná nevěsta), Kryštof Hrubý (Psohlavci), Marullo (Rigoletto), šlechtic (Lohengrin) či Samiel (Čarostřelec). Svůj hlas a herecký talent uplatnil i v činoherních či operních představeních ND (Louskáček, Pohádka o Honzovi, ...).
Po ukončení svého angažmá v ND hrál a zpíval v tehdy populárním staropražském kabaretu U svatého Tomáše na Malé Straně, kde působila celá řada známých prvorepublikových osobností (např. Hana Vítová, Franta Paul, Eva Šilarová, František Hanzlík). Kabaret, opereta a lidové písně jej provázely celý život. Skládal a komponoval – je autorem několika písní (Písničky z hospod staré Prahy, Zpěvy od Nežárky), na libreto Jiřího Baldy složil také operetu Slavíček ze Zlaté uličky. Ve 40. letech se objevil v epizodních rolích v českých filmech (např. Městečko na dlani, Vyděrač).